# Сухонины
Сухонины — дворянский род.
Потомство Фёдора Сухонина, владевшего до 1618 года недвижимым имением в Галичском уезде[уточнить] Костромского наместничества. Потомки его, владея наследственными и приобретенными имениями, служили Российскому Престолу в штаб- и обер-офицерских чинах.
- Пётр Иванович Сухонин (1777—1829) — принимал участие в войне со шведами под командованием генерала М. Б. Барклая-де-Толли, был в битве на льду Ботнического залива. Вышел в отставку в чине капитана; помещик Солигаличского уезда[уточнить]. В Отечественную войну в 1812 г. вступил в Костромское ополчение.
  - Пётр Петрович Сухонин (ок. 1821—1884), псевдоним А. Шардин — русский беллетрист, драматург.
  - Сергей Петрович Сухонин (ок. 1822—1897) — полковник, преподаватель математики сыновьям Александра II: наследнику Николаю Александровичу, Александру Александровичу и великому князю Владимиру Александровичу.
    - Сергей Сергеевич Сухонин (1870 — после 1916) — редактор-издатель «Вестника всемирной истории».

## Описание герба
В червлёном щите три накрест золотых меча вверх.
Щит увенчан дворянским коронованным шлемом. Нашлемник: три страусовых пера, из коих среднее золотое, а крайние — червлёные. Намёт: червлёный с золотом.